# Karl-Heinz Schäfer (Bauunternehmer)
Karl-Heinz Schäfer (* 29. Mai 1934 in Ibbenbüren; † 28. Juli 2011 in Osnabrück) war ein deutscher Bauingenieur und Bauunternehmer. Er war langjähriger Geschäftsführer und Alleininhaber der Bauunternehmung Schäfer-Bauten.

## Leben

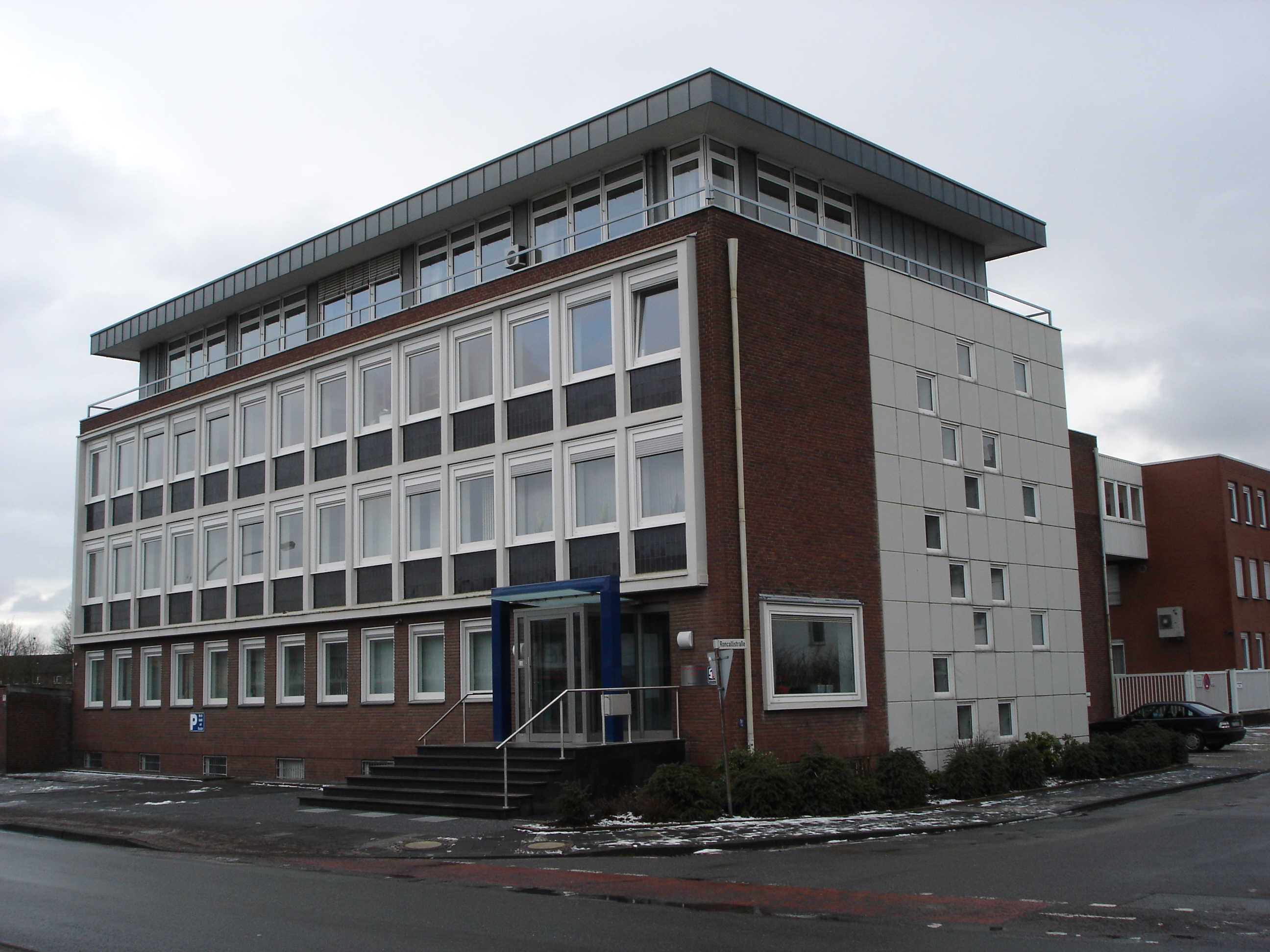
Firmensitz des Unternehmens Karl-Heinz Schäfer

Karl-Heinz Schäfer war der Urenkel des Unternehmensgründers Karl Schäfer (1837–1914). 1953 trat er in das Familienunternehmen ein, das damals als Karl Schäfer & Co. GmbH firmierte. Nach seinem Studium, das er als Diplom-Ingenieur (Dipl.-Ing.) abschloss, sammelte er erste berufliche Erfahrungen als Bauleiter auf zahlreichen Baustellen im Münsterland, im Ruhrgebiet und im Raum Düsseldorf. 1959 erhielt er Gesamtprokura und 1962 Einzelprokura. Im Jahr 1966 folgte die Bestellung zum Geschäftsführer, und 1971 übernahm er als Erbe das Unternehmen als Alleininhaber. Von 1981 bis 2004 leitete er sie zudem als alleiniger Geschäftsführer. Danach überließ er seiner Tochter Stefanie Schäfer und seinem Sohn Karl-Heinz Schäfer die Leitung der Unternehmensgruppe Schäfer.
Unter Karl-Heinz Schäfer machte sich das Bauunternehmen über die Region hinaus einen Namen und führte bundesweit Bauvorhaben aus. Zu den Großprojekten, an deren Bauausführung das Familienunternehmen maßgeblich beteiligt war, gehört auch das Steinkohlekraftwerk in Schäfers Heimatstadt Ibbenbüren, das 1985 in Betrieb ging.
Überregional bekannt machte ihn zudem sein langjähriger ehrenamtlicher Einsatz in berufsständischen und wirtschaftspolitischen Organisationen. Dort vertrat er nachdrücklich die Interessen der mittelständischen Wirtschaft. Schäfer gehörte der Wirtschaftsvereinigung Bauindustrie NRW Düsseldorf an. Mehr als 35 Jahre lang wirkte er intensiv in den verschiedensten Gremien der Industrie- und Handelskammer (IHK) zu Münster mit. So gehörte Schäfer ab 1968 dem Regionalausschuss für den Kreis Tecklenburg und später für den neuen Kreis Steinfurt an, dessen Vorsitz er 1971 übernahm. 1972 wurde er in die IHK-Vollversammlung gewählt. Über 20 Jahre engagierte er sich im Haushaltsausschuss und im Verkehrsausschuss. Von 1976 bis 1992 amtierte Karl-Heinz Schäfer außerdem als IHK-Vizepräsident. Außerdem war er langjähriges Vorstandsmitglied der Allgemeinen Ortskrankenkasse (AOK).

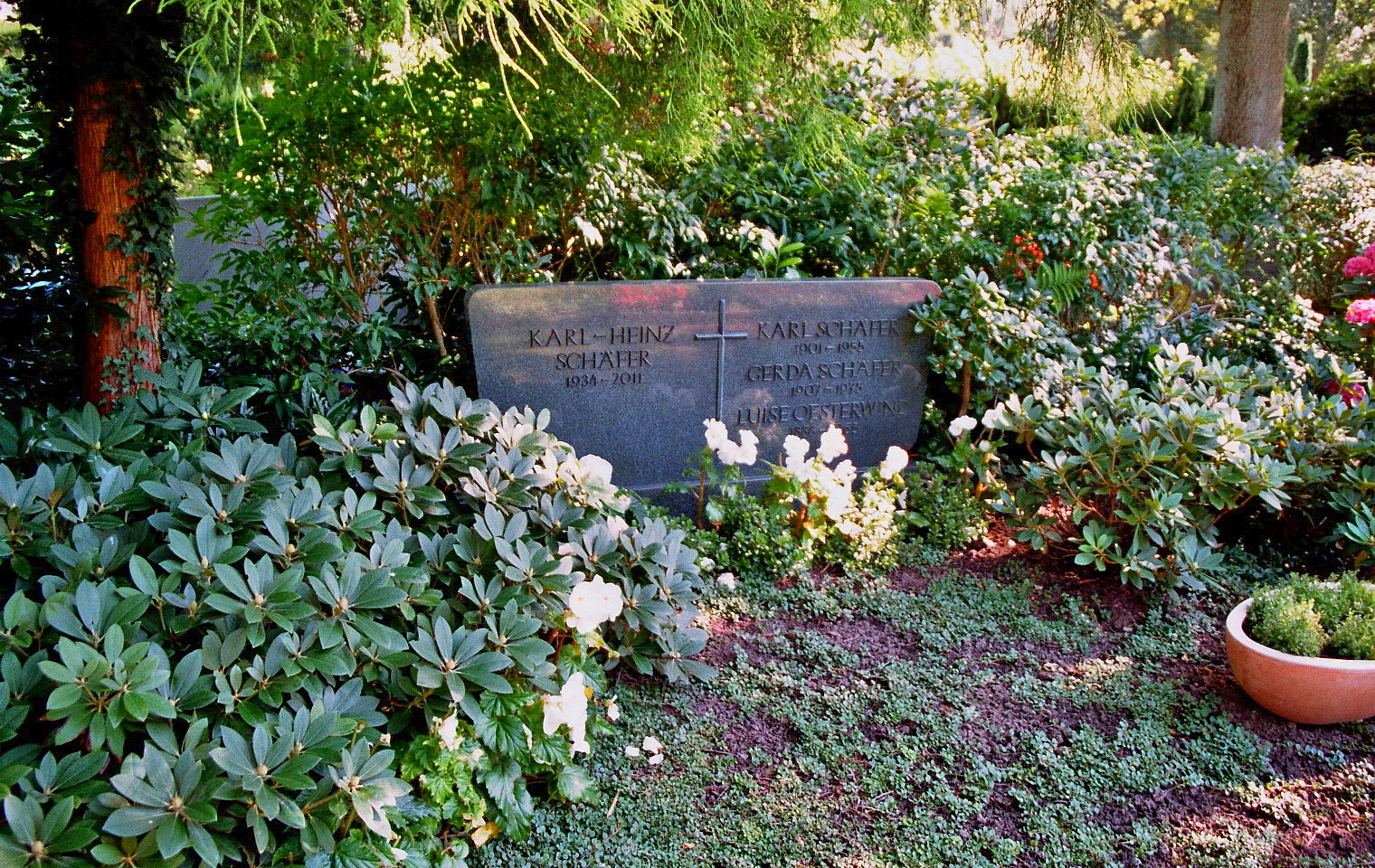
Familiengrab Schäfer auf dem Zentralfriedhof Ibbenbüren

Karl-Heinz Schäfer starb am 28. Juli 2011 im Alter von 77 Jahren in Osnabrück. Beigesetzt wurde er im Familiengrab auf dem Zentralfriedhof Ibbenbüren.

## Ehrungen
Schäfers ehrenamtliches Engagement wurde mehrfach gewürdigt. Für seine Verdienste um die Selbstverwaltung der regionalen Wirtschaft zeichnete ihn die IHK Nord Westfalen 1991 mit der goldenen Ehrennadel aus, und die IHK-Vollversammlung ernannte ihn 1998 zu ihrem Ehrenmitglied. 1988 verlieh ihm der Bundespräsident das Bundesverdienstkreuz am Bande.